# 中朝边界条约

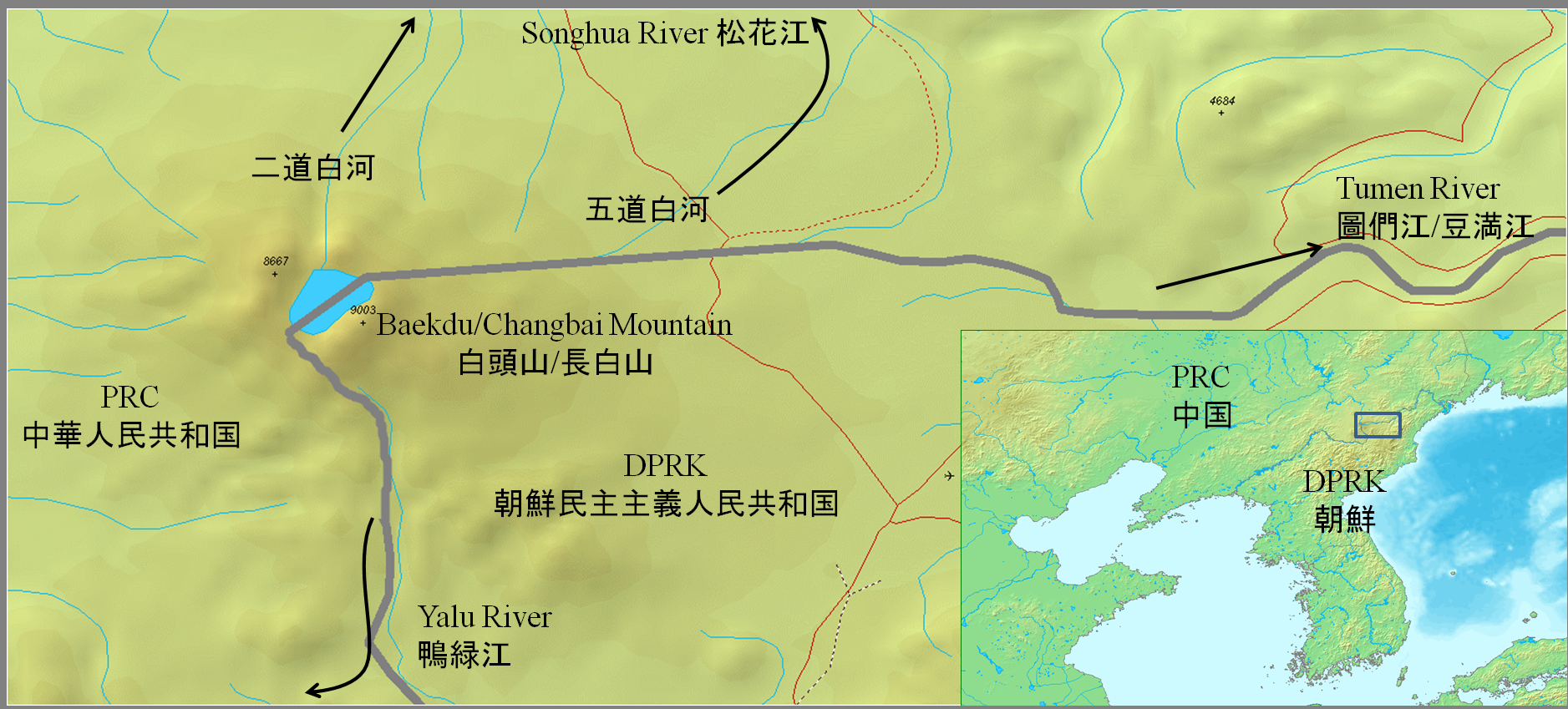
长白山国境线

《中朝边界条约》即《中华人民共和国和朝鲜民主主义人民共和国边界条约》是中华人民共和国和朝鲜民主主义人民共和国于1962年10月12日在朝鲜首都平壤签订的有关中朝边境的条约。

## 签署过程
签署人包括中華人民共和国国务院总理周恩来、外交部长陈毅及朝鲜外务相朴成哲。该条约将原属中国的包括白头山天池部分领土（约1200平方公里）割让给朝鲜，在当时引起了中国当地官员的抗议。1964年3月20日，陈毅和朴成哲在北京分别代表两国签订了《中朝边界议定书》。

## 朝鲜半岛国家的态度

### 官方
1983年9月16日，韩国国会议员提出《关于确认白头山所有权之议案》讲到：“六十年代北韩与中共之间划定国境线之后，在背着我们的情况下，将白头山天池水面按南北方向一分为二。这种侵略体现在地图上……天池的一半划让给中国，是中国向北韩提出的出兵参加韩国战争的代价”。

## 后续事件
1966年文化大革命，吉林省延边朝鲜族自治州州长朱德海（朝鲜族）因天池等领土被割让而被当地民众批判，罪名是卖国贼。但朱德海作为一个地方官员显然并不具有割让国土的权力。文革后，朱德海获公开平反，官方的平反文件也澄清了划界的权力和责任在上级。而大韩民国政府认为长白山应该属于韩国，条约签订引起了韩国政府的抗议，在中韩建交时，韩国政府也对间岛的归属向中方提出了异议。